# Битва при Тебе
Битва при Тебе (исп. Batalla de Teba) — сражение, произошедшее в августе 1330 года между силами Кастилии и Леона и правителя Гранады Мухаммада IV ибн Исмаила. Оно произошло в долине ниже крепости Теба (ныне — город Теба в провинции Малага), на юге Испании, и завершилось победой христианской армии.

## Война на границе Гранады
В 1325 году король Альфонсо XI Справедливый объявил войну мавританскому эмирату Гранада и пригласил других христианских королей присоединиться к нему в новом крестовом походе. На его призыв никто не откликнулся, но Альфонсо все равно начал военную кампанию у западных границ Гранады. В 1327 году он захватил замки Ольвера, Пруна и Торре-Альяким. 
В 1330 году была запущена вторая экспедиция с целью напасть на замок Теба, в 25 милях к востоку от Ольверы, ключевой замок в обороне Малаги. Альфонсо учредил свой штаб в Кордове и послал своих рыцарей к стенам замка. Контингент из 500 рыцарей был послан королем Португалии. К концу июля Альфонсо стал готовить поход, расположив свой лагерь вниз по римской дороге к Эсихе.

## Шотландские странствующие рыцари
В 1329 году умирающий шотландский король Роберт Брюс попросил своего друга и соратника сэра Джеймса Дугласа взять его забальзамированное сердце и увезти его с собой в крестовый поход, тем самым выполнив обещание, которое сам король не смог выполнить при жизни. Летописец Жан ле Бель рассказывает, что Брюс хотел, чтобы его сердце было похоронено в храме Гроба Господня. Христианская кампания в Испании дала Дугласу возможность выполнить последнюю волю умершего короля. Весной 1330 года, получив заверения в безопасном проходе от короля Эдуарда III и рекомендательное письмо к Альфонсо XI, Дуглас отправился из Бервика и прибыл в Слёйс во Фландрии.
По словам валлонского летописца Жана Ле Беля, отряд Дугласа состоял из одного баннерета, шести обычных рыцарей и двадцати оруженосцев. Помимо Дугласа, в отряде были шотландские рыцари сэр Уильям Кит, сэр Уильям Сент-Клер Росслин и братья Логаны — сэр Роберт Логан и сэр Уолтер. Другими предполагаемыми спутниками Дугласа стали Джон Сент Клер, младший брат сэра Уильяма, сэр Саймон Локхарт Ли, сэр Кеннет Мойр, Уильям Бортвик, сэр Алан Кэткарт и сэр Роберт Глен, но доказательств этого факта не достаточно.
Ле Бель пишет, что шотландцы оставались в Слёйсе в течение двенадцати дней, пока Дуглас набирал солдат для грядущей миссии в Святую Землю. Одновременно Дуглас ожидал новостей о планируемом крестовом походе против Гранады и, узнав, что, несмотря на отсутствие союзников, король Альфонсо ещё намеревался пойти на войну, он, наконец, отправился в Испанию. После непростого перехода отряд прибыл в устье реки Гвадалквивир, вероятно, когда-то в конце июня, и высадился в Севилье, вверх по течению.

## Марш к Тебе
Дуглас вручил верительные грамоты Альфонсо XI. По словам Джона Барбура, король предложил Дугласу за службу богатство, прекрасных лошадей и доспехи, но тот отклонил подарки, заявив, что он и его люди готовы предложить свои услуги королю как смиренные паломники, в поисках отпущения своих грехов. Альфонсо охотно принял услуги опытных солдат и сделал Дугласа своим советником. В то время как шотландцы отдыхали после долгого путешествия и ждали старта экспедиции, многие иностранные рыцари, приехавшие искать благоволения Альфонсо, почтили Дугласа, в том числе англичане, которым было особенно интересно встретить своего недавнего врага столь далеко от родины.
Армия Альфонсо выстроились для выдвижения на юг. Дуглас встал во главе королевского авангарда, во главе всех иностранных рыцарей кастильской армии. Христианская армия двинулась к Эсихе, на границе. Перейдя границу, Альфонсо продолжил движение на юг, к лугам Альмарген, в пяти милях к западу от Тебы, откуда войска двинулись к крепости и осадили её.
В то время как король Альфонсо ждал подхода своих осадных орудий, мусульмане собирали войско в Малаге. Во главе армии встал Усман ибн Аби-л-Ула, дворянин берберского происхождения на службе султанов Гранады. Он отправился с шестью тысячами конницы и неизвестным количеством пехоты на помощь Тебе. Идущие вверх по долине Гуадалорсе силы Усмана перешли долину реки Турон, где они разбили лагерь между замком Ардалес и крепостью Турон, в десяти милях к югу от Тебы.

## Осада
Христианская армия страдала от ограниченного доступа к воде, и оруженосцы были вынуждены ежедневно ездить из лагеря в восточном направлении вплоть до Гуадальтебы, широкой реки, протекающей в двух милях к югу от замка. Усман узнал об этой слабости армии Альфонсо и послал диверсионные группы, чтобы сорвать поставки воды. Альфонсо, в свою очередь, создал сеть патрулей, чтобы держать мусульманских рейдеров подальше от лагеря.
Вполне возможно, что сэр Джеймс Дуглас был убит в одной из стычек на холмах к югу от реки. «Великая Хроника Альфонсо XI» указывает, что «иноземный граф погиб из-за собственной ошибки», однако некоторые комментаторы предпочитают считать, что Дуглас погиб в решающей схватке несколько дней спустя.
Альфонсо испытывал и другие проблемы. Пять сотен португальских рыцарей заявили, что срок их службы истекает в ближайшее время и удалились. Между тем, осадные машины прибыли к Тебе, и кастильцы начали пробивать бреши в стенах замка. Однажды ночью гарнизон Тебы сделал вылазку, чтобы атаковать осадные линии, и смог поджечь осадные орудия. Однако Усман также испытывал трудности: придя к выводу, что он не сможет победить христиан в открытом бою, он стал придумывать стратагемы, чтобы заставить Альфонсо отказаться от осады.

## Битва
Под покровом темноты три тысячи мавританских всадников стали готовить диверсионную атаку через реку, а ещё три тысячи солдат Усман разместил вверх по течению, чтобы устроить фланговую атаку на лагерь Альфонсо.
На рассвете всадники Усмана стали пересекать реку. Альфонсо, будучи предупрежденным своими разведчиками, сохранил основные силы своей армии в лагере и послал часть войск, чтобы проверить данные о переходе мусульман через реку. Некоторые утверждают, что Дуглас и его контингент как раз и были отправлены для проверки этой информации. С началом боя между авангардами Усман посчитал, что его уловка сработала, и, выйдя из долины, где его люди были скрыты, начал атаку на христианский лагерь с запада. Когда он дошел до седловины с видом на долину Альмарген, он обнаружил лагерь Альфонсо вооруженным и готовым к бою, а также получил данные о том, что его авангард у реки отступает. Усман мгновенно отказался от атаки и двинулся назад, чтобы поддержать авангард, но прибыл лишь для того, чтобы присоединиться к общему отступлению.

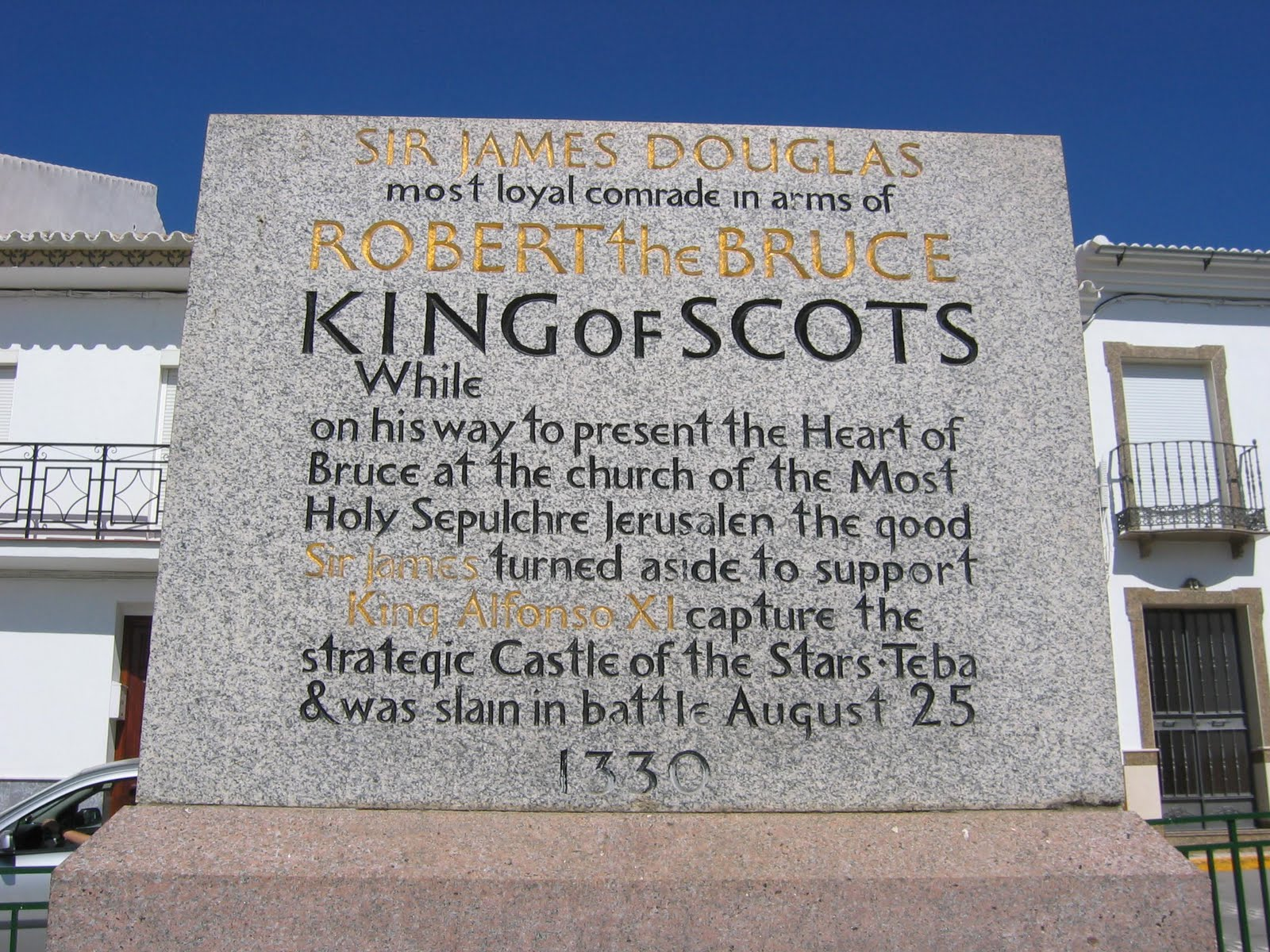
Памятник сэру Джеймсу Дугласу в городе Теба

Мусульмане на реке не смогли выдержать христианской контратаки. Когда Альфонсо, увидев на востоке солдат Усмана, послал в помощь своему авангарду ещё 2000 человек, гранадцы уже обратились в бегство.
Джон Барбур в описании последней битвы Дугласа рассказывает следующую версию его гибели: Дуглас во главе авангарда обогнал остальную часть своих людей и оказался далеко вперед только с десятком своих последователей. Он попытался вернуться к основному отряду, но мавританская контратака этому помешала. В бою сэр Уильям Сент Клер был окружен маврами, и при попытке прийти ему на помощь Дуглас был убит, как и братья Логаны.

## Последствия
Кастильцы преследовали мусульман до их лагеря в долине Турона. Шанс на более полную победу был потерян, когда христиане начали грабить вражеские палатки и багаж. Несмотря на дальнейшие стычки, Усман не сделал ещё попыток помочь Тебе, и вскоре гарнизон замка сдался. Сам Усман умер несколько недель спустя.
Барбур рассказывает, что тело Дугласа, вместе с ларцом с забальзамированным сердцем Роберта Брюса, были найдены после битвы. Его кости и плоть были выкипячены, и гроб с останками был отправлен обратно в Шотландии в сопровождении уцелевших товарищей Дугласа. Дуглас был похоронен в Дугласе, Южной Ланкашир.
Бой не был решающим. Пока Теба оставалась в руках кастильцев, долины Гуадальтебы и Турона продолжали оставаться спорными землями в течение следующих 150 лет. Тем не менее, в ответ на победы Альфонсо XI в 1327—1330 годах, султан Марокко Абуль-Хасан Али I послал силы в поддержку Мухаммеда IV и вновь установил контроль над проливом. Гибралтар был вновь захвачен у христиан в 1333 году, но попытка Абуль-Хасана перехватить инициативу в 1340 году привела к катастрофическому поражению на Рио-Саладо. Это было последнее вмешательство североафриканских держав в защиту мусульманской Гранады.